# Campodus
Campodus és un gènere extint dels holocèfals de l'ordre Eugeneodontiformes del Carbonífer.